# St-François-de-Paule (Fréjus)

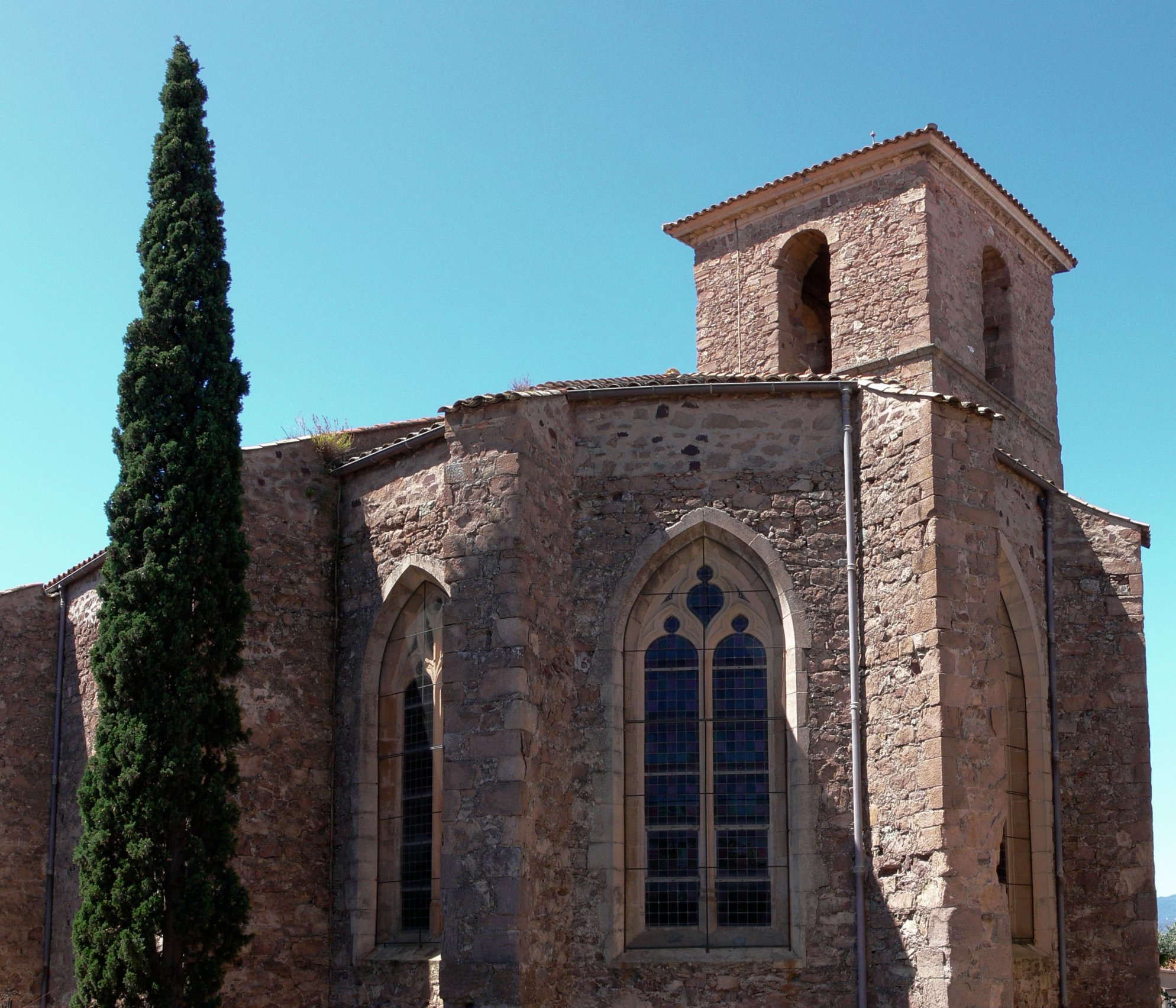
St-François-de-Paule (Fréjus)

Die Kirche St-François-de-Paule ist eine römisch-katholische Kirche in der südfranzösischen Stadt Fréjus. Das Gebäude steht seit 1987 als Monument historique unter Denkmalschutz.

## Lage und Patrozinium
Die Kirche befindet sich im westlichen Altstadtbereich am Platz Agricola. Sie ist zu Ehren des heiligen Franz von Paola geweiht.

## Geschichte
Die 1522 nach Fréjus gekommenen Paulanermönche bauten die einschiffige gotische Kirche zu Ehren von Notre-Dame de la Pitié (Barmherzige Maria oder Madonna der Barmherzigkeit). Die Verehrung des Ordensgründers erfolgte in der kleinen Klosterkapelle. Als das Kloster, das inzwischen in die Hände der Franziskaner-Observanten übergegangen war, in den 1780er Jahren verwaiste, wurde die Widmung der Klosterkapelle 1788 auf die große Kirche übertragen. Nach Schließung der Kirche und Zerstörung des Klosters (samt der ursprünglichen Franz-von-Paula-Kapelle) 1807 kam es 1858 zur Wiedereröffnung der Kirche. Nach einer Restaurierung wurde sie 1993 von Bürgermeister François Léotard wieder der kultischen Verwendung überlassen. Dies wird derzeit nur sporadisch genützt, so etwa am 1. November 2021 in Form einer Tridentinischen Messe.
Die Kirche hat zwei Joche und einen fünfeckigen Chor. Sie ist nicht gewestet, sondern in Nord-Süd-Richtung gebaut (mit Chor im Norden und Eingang sowie Oculus mit Fensterrose im Süden). Vor der Kirche befindet sich die 1916 (zu seinem 500. Geburtstag) aufgestellte Statue des Namensgebers der Kirche.

## Ausstattung
Die Kirche ist überwiegend schlicht ausgestattet. Sie verfügt über eine hölzerne Kanzel, eine kleine Orgel (vorne rechts) und sechs große Kirchenfenster (mit einfachem Farbdekor). Bemerkenswert sind ein großes Gemälde, das Franz von Paola in Fréjus bei der Pestbekämpfung zeigt, und die zahlreichen Votivgaben an der linken Wand des Schiffes. In neuester Zeit kam eine große Auferstehungsikone hinzu. An mehreren Stellen erscheint die Ordensdevise „CHARITAS“.